# Тульчинський повіт (Трансністрія)
Тульчи́нський пові́т (рум. Județul Tulcin) — адміністративно-територіальна одиниця губернаторства Трансністрія в роки Другої світової війни. Містився на території теперішньої Вінницької області України. Центром повіту був Тульчин.

## Історія
Утворений 19 серпня 1941 указом № 1 про створення цивільної адміністрації Трансністрії, у якому йшлося про територіальні межі та призначення цивільного губернатора Трансністрії в особі професора Георге Алексяну, тимчасовим місцем перебування якого був Тирасполь. 30 серпня 1941 року підписано румунсько-німецьку угоду під назвою «Угоди про безпеку, адміністрацію та економічну експлуатацію земель від Дністра до Бугу (Трансністрія) та між Бугом і Дніпром (Бузько-Дніпровська область)».
1942 року Тульчин став центром північної єпархії Трансністрії — однієї з трьох єпархій (вікаріатів), утворених Румунською православною місією в Трансністрії (органом, створеним Синодом Румунської православної церкви 15 серпня 1941 з метою організації церковно-релігійного життя губернаторства на основі статуту Румунської православної церкви).

## Положення
Лежав у північній частині Придністров'я. Межував на півдні з Балтським повітом, на заході — з Жугастрівським повітом, на півночі — з Могилівським повітом губернаторства Трансністрія, а на сході — з Гайсинським гебітом генеральної округи Житомир райхскомісаріату Україна.

## Адміністративно-територіальний поділ
Адміністративним центром, де перебував префект повіту, було місто Тульчин. Повіт поділявся на чотири райони: Брацлавський (рум. Raionul Braslav), Тростянецький (рум. Raionul Trostineț), Тульчинський (рум. Raionul Tulcin) і Шпиківський (рум. Raionul Spicov).